# Leptomeraporus ornatus
Leptomeraporus ornatus är en stekelart som beskrevs av Boucek 1993. Leptomeraporus ornatus ingår i släktet Leptomeraporus och familjen puppglanssteklar. Inga underarter finns listade i Catalogue of Life.